# Aleiodes pedalis
Aleiodes pedalis är en stekelart som beskrevs av Cresson 1869. Aleiodes pedalis ingår i släktet Aleiodes och familjen bracksteklar. Inga underarter finns listade i Catalogue of Life.